# Partidul Progresist Moldovenesc
Partidul Progresist Moldovenesc a fost un partid politic din Republica Democratică Moldovenească, existent între 1917 și 1918. Partidul a fost fondat de către Emanoil Catelli, vicepreședinte a fost Matei Donici.

## Linkuri externe
- ROMÂNII DIN BUGEAC Arhivat în 24 iulie 2011, la Wayback Machine.
- DICTIONAR AL MEMBRILOR SFATULUI TARII DIN CHISINAU (VI)